# Grigorij Kirienko
Grigorij Anatol'evič Kirienko (in russo Григорий Анатольевич Кириенко?; Novosibirsk, 29 settembre 1965) è un ex schermidore russo, vincitore di due medaglie d'oro nella sciabola a squadre ai giochi olimpici (1992 e 1996) e di una Coppa del Mondo di sciabola individuale (1990).